# Marcel van Roosmalen
Marcelus Ida Henrikus Marie (Marcel) van Roosmalen (Arnhem, 10 februari 1968) is een Nederlands journalist en columnist. Zijn proza wordt gekenmerkt door een droge tot cynische ondertoon. Hij bedrijft journalistiek volgens de gonzostijl.

## Levensloop
Van Roosmalen werd geboren in de Arnhemse wijk Presikhaaf en verhuisde later naar het nabijgelegen Velp. Van Roosmalen zat op het Thomas a Kempis College, deed later in Nijmegen de lerarenopleiding, en studeerde - zonder af te studeren - Nederlands, geschiedenis en educatie & cultuur. Uiteindelijk rondde hij in Tilburg een deeltijdopleiding journalistiek af. Daarna verhuisde hij naar Amsterdam, waar hij als journalist en schrijver werkzaam is. Van Roosmalen begon als journalist van HP/De Tijd. 
In 2002 maakte hij zijn boekdebuut met Op Pad met Pim, een bundeling van reportages waarin Van Roosmalen de politieke campagne van Pim Fortuyn van nabij beschreef. Daarna volgde De Pimmels: De apostelen van Pim Fortuyn (2003), eveneens een verzamelbundel met reportages uit HP/De Tijd, ditmaal over de LPF-politici. Vervolgens schreef Van Roosmalen Wij weten heus wel hoe laat het is, een deels autobiografische (over zijn jeugd in Arnhem, Velp en Nijmegen) en deels fictieve roman.
Sinds 2011 is hij vaste columnist van nrc.next, en voorheen van Intermediair. Verder levert Van Roosmalen regelmatig een bijdrage aan het voetbaltijdschrift Hard gras. Daarnaast maakte hij in 2006, vergezeld door Matthijs van Nieuwkerk en Henk Spaan, voor dit tijdschrift een theatertour door Nederland.
Ook schreef hij, verspreid over enkele jaren, een drieluik over drie verschillende seizoenen met zijn favoriete voetbalclub Vitesse. Deze werden allemaal het eerst gepubliceerd als nummer van Hard gras. Het eerste Vitesse-boek, Je hebt het niet van mij. Een tragikomisch verslag van een jaar Vitesse, werd bekroond met de Nico Scheepmakerbeker voor het beste sportboek van het jaar 2006.
In januari 2012 werd bij Vitesse-icoon Theo Bos alvleesklierkanker geconstateerd. Hij vroeg vervolgens Van Roosmalen een boek over hem te schrijven, wat de biografie Het is zoals het is opleverde. Vervolgens schreef hij het boek Schijt. In het boek wordt het laatste seizoen van Theo Janssen als profvoetballer beschreven. In totaal werden meer dan 10.000 exemplaren verkocht. In het najaar van 2017 verhuist Van Roosmalen met Hoeke en kinderen naar een schoolmeesterswoning in Wormer. In het najaar van 2023 verhuisde het gezin naar Amsterdam.
In februari 2019 verscheen het vervolgboek van Janssen met de titel Marcel van Roosmalen op pad met de dikke prins.
Van Roosmalen werd in februari 2020 verkozen tot Republikein van het Jaar.

## Media

### Radio
Sinds 2016 is hij geregeld te horen als Druktemaker (columnist) in De Nieuws BV op NPO Radio 1. Deze columns werden herhaald en bediscussieerd in het nachtprogramma Druktemakers, tot dit radioprogramma ermee stopte. Samen met Roelof de Vries presenteerde Van Roosmalen 'Radio voor de Gewone Man' als onderdeel van De Nieuws BV. Sinds 4 augustus 2019 is hij wekelijks vaste columnist voor NOS Studio Voetbal, in de rubriek 'Korte Corner'.  

### Podcast
Met De Vries en Noortje Veldhuizen presenteerde hij sinds 2018 de NPO-podcast De Krokante Leesmap. Deze podcast is in 2022 verdergegaan bij het Deense podcastplatform Podimo onder de naam Radio Romano. In 2020 maakte Marcel van Roosmalen met zijn jeugdvriend Roel Gootzen een zesdelige podcast over het gijzeldrama van Gladbeck. Sinds februari 2022 maakt Marcel van Roosmalen samen met Gijs Groenteman de podcast Weer een dag, waarin zij elke werkdag in 12 minuten het nieuws doornemen en tussendoor klagen over het leven, hun succesjes vieren en herinneringen ophalen. Gijs houdt de tijd bij met een kookwekker.   

### Televisie
In het praatprogramma Voetbal Inside was Van Roosmalen geregeld te gast als Vitesse-watcher. Ook is hij soms te gast in het SBS6-programma Vandaag Inside, waarin hij commentaar levert op, al dan niet sportieve, gebeurtenissen van de afgelopen tijd. In het najaar van 2018 speelde Van Roosmalen mee in De Slimste Mens. Van 2020 tot 2021 was hij in de talkshow De vooravond te horen als pratende plant en hond. Sinds januari 2021 presenteert hij samen met Gijs Groenteman het tv-programma Media Inside, sinds 18 september 2023 Van Roosmalen & Groenteman, op NPO 3. In het programma, een persiflage op Voetbal Inside, bespreken zij met twee gasten de afgelopen mediaweek. Sinds juni 2023 presenteert hij samen met Gijs Groenteman de talkshow Marcel & Gijs op SBS6. Vanaf september 2024 zond BNNVARA zijn reportageprogramma Van Roosmalen op Reportage uit.

## Theater
In het theater verzorgde Van Roosmalen samen met Gijs Groenteman twee jaar lang de avondvullende voorstelling De Pannekoekencaravan waarin ze zich omdoopten tot foodtruckondernemers en het publiek hun relaas vertelden. De voorstelling was ook op NPO 3 te zien.

## Persoonlijk
Van Roosmalen heeft een relatie met de journaliste Eva Hoeke. In haar columns figureert hij vaak als "de Man". Samen hebben zij drie dochters. 

## Bestseller 60
| Boeken met noteringen in de Nederlandse Bestseller 60 | Jaar van verschijnen | Datum van binnenkomst | Hoogste positie | Aantal weken | Opmerkingen    |
| ----------------------------------------------------- | -------------------- | --------------------- | --------------- | ------------ | -------------- |
| Theo Bos. Het is zoals het is                         | 2013                 | 16-10-2013            | 22              | 3            |                |
| Schijt                                                | 2014                 | 06-08-2014            | 20              | 6            |                |
| Als het maar niet op ons lijkt                        | 2017                 | 15-02-2017            | 58              | 1            |                |
| Theo Janssen                                          | 2019                 | 06-02-2019            | 1(1wk)          | 12           |                |
| Nederland onder het systeemplafond                    | 2020                 | 20-05-2020            | 19              | 7            |                |
| Mijn legendarische moeder overleeft alles             | 2021                 | 24-02-2021            | 13              | 2            |                |
| Totaal                                                | 2022                 | 01-06-2022            | 2               | 15           | verzamelbundel |
| Totaal 2                                              | 2023                 | 24-05-2023            | 6               | 8            | verzamelbundel |
| Totaal 3                                              | 2024                 | 15-05-2024            | 31              | 2            | verzamelbundel |

- Digitale Bibliotheek voor de Nederlandse Letteren: roos089
- Gemeinsame Normdatei: 173544363
- International Standard Name Identifier: 0000 0000 3440 6958
- Library of Congress Control Number: n2002042498
- Nederlandse Thesaurus van Auteursnamen: 169128024
- Virtual International Authority File: 73213534
- WorldCat: E39PBJtX6VhHbvm6WFh7yPyfMP